# 리베카 블랙
리베카 블랙(영어: Rebecca Renee Black, 1997년 6월 21일 ~ )은 미국의 가수이다. 2011년에 발표한 싱글 곡 "Friday"로 큰 주목을 받았다. 그녀의 어머니는 이 곡과 곡의 뮤직 비디오를 자비로 발표하기 위해 대중음악 레이블인 아크 뮤직 팩토리(ARK Music Factory)에 4천 달러를 지불한 것으로 알려졌다. 이 곡은 아크 뮤직 팩토리의 클라렌스 제이(Clarence Jey)와 패트리스 윌슨(Patrice Wilson)이 공동 작곡했다. 곡의 뮤직 비디오가 유튜브 및 다른 소셜 미디어 사이트에서 널리 퍼져나가면서 "프라이데이"는 많은 음악 비평가들과 대중의 조롱을 받았고, 이 곡에는 "사상 최악의 노래"라는 별명이 붙었다. 곡의 뮤직 비디오는 2011년 6월 16일 유튜브에서 삭제될 때까지 약 1억 6천 700만 건의 조회수를 기록함으로써, 리베카는 인터넷 자료 공유로 유명해진 사람을 뜻하는 "바이럴 스타(viral star)"로서 세계적인 주목을 얻게 되었다.

## 생애
레베카 블랙은 1997년 6월 21일에 미국 캘리포니아주 어바인에서 태어났다. 레베카는 수의사 부부인 존 제프리 블랙과 조지나 마르케즈 켈리의 딸이다. 우등생이었던 레베카는 춤을 배웠고, 학교 축제 오디션을 보았고, 여름 음악 캠프에 참가했으며, 애국 단체인 셀러브레이션 유에스에이(Celebration USA)에 가입한 뒤 2008년에 사람들 앞에서 노래를 부르기 시작했다. 2011년, 학교에서의 거듭된 언어 폭력에 대한 조치와 더불어 가수 활동에 보다 몰두하기 위한 목적으로, 레베카는 홈스쿨링을 위해 공립 학교에서 자퇴했다. 리베카는 후에 자신이 자퇴를 결정한 주된 이유가 왕따 때문이라기보다는 활동상의 이유가 더 컸다고 시인하기도 했다.

## 음악 활동

### 아크 뮤직 팩토리와 "프라이데이" (2010 ~ 2011)
2010년 후반에, 로스앤젤레스 레이블인 아크 뮤직 팩토리(약칭 아크)의 뮤직 비디오 담당자와 리베카의 학교 친구가 리베카에게 이 회사에 관해 이야기해주었다. 리베카의 어머니는 딸의 뮤직 비디오 제작을 위해 아크에 4천 달러를 지불했고, 관련된 소유권은 리베카가 보유했다. 전적으로 아크가 제작한 싱글 곡 "프라이데이"는 유튜브와 아이튠즈를 통해 발표되었다. 이 곡의 뮤직 비디오는 2011년 2월 10일 유튜브에 게시되었고, 그 달에 대략 1000건의 조회수를 얻었다. 이후 동영상은 계속 퍼져나가 몇 일 만에 유튜브에서 수 백만 건의 조회수를 얻어, 2011년 3월 11일에는 소셜 네트워크 사이트인 트위터에서 가장 많이 이야기되는 주제가 되었고, 대개 부정적인 언론 보도에 휩싸였다. 2011년 6월 14일 기준으로, 이 동영상은 45만 1000개의 "좋아요(likes)"에 비해 319만 개가 넘는 "싫어요(dislikes)"를 얻었다. 빌보드에 따르면, 2011년 3월 22일 기준으로 이 곡의 첫 주 판매는 약 4만 건에 달하는 것으로 집계되었다. 2011년 3월 22일, 리베카는 미국의 유명 토크쇼인 <더 투나잇 쇼 위드 제이 레노>에 출연해 이 곡의 무대를 선보이고 이와 관련한 부정적 반응에 관해 이야기했다. 이 곡은 빌보드 핫 100과 뉴질랜드 싱글 차트에서 각각 58위와 33위를 기록했고, 영국의 UK 싱글 차트에서는 61위로 처음 등장했다.
만우절에 리베카는 웃긴 동영상 전문 웹사이트인 "퍼니 오알 다이(Funny or Die; 웃기거나 죽거나)"[이 사이트는 "프라이데이 오알 다이(Friday or Die)"로 이름이 바뀌었다]와 동영상 시리즈를 만드는 데 동참했고, 이 중 한 작품에서는 자신의 뮤직 비디오에 등장하는 '운전하는 아이들' 관련 논란을 언급하는 가운데 "프라이데이"의 가사 중 한 대목을 본따 "우린 안전에 관해 들떠 있어(We so excited about safety)"라고 말하기도 했다. 리베카는 또 자신이 캐나다 출신 아이돌 가수 저스틴 비버의 팬임과 더불어, 그와 듀엣 무대를 서는 데 관심이 있다고 밝히기도 했다.
유튜브 동영상 "프라이데이"에 대한 반응으로, 리베카는 2011년 2월 말에 전화와 이메일 등으로 살인 협박까지 받기 시작했다. 이 협박은 애너하임 경찰에 의해 조사가 이루어졌다.
2011년 3월, 미국의 MC 라이언 시크레스트가 리베카를 데브라 바움의 DB 엔터테인먼트와 계약하도록 도와준 것으로 알려졌다.
MTV는 2011년 4월, 첫 온라인 시상식인 오 뮤직 어워즈 팬 아미 파티(O Music Awards Fan Army Party)의 사회자로 리베카를 선택했다. "프라이데이"의 인기를 힘입어 리베카는 케이티 페리의 싱글 곡 "라스트 프라이데이 나이트(Last Friday Night)" 뮤직 비디오에 출연하기도 했는데, 이 작품에서 리베카는 페리의 친구로서 그녀가 파티에 적응하도록 도와주는 역할을 연기한다. 뮤직 비디오의 말미에 페리는 파티가 과열되어 자기 집까지 엉망이 된 데 대해 리베카를 탓하지만, 페리의 부모(코리 펠드만, 데비 깁슨 분)는 그런 핑계를 믿어주지 않고 "리베카는 좋은 아이야"라고 말한다. 이 뮤직 비디오가 공개된 후, 몇 주 동안 페리의 트위터에 리베카가 멘션된 뒤 페리와 리베카는 웹사이트 타이니챗 닷컴(Tinychat.com)에서 라이브 쇼를 진행했다. 캘리포니아 드림스 투어 중 무대에서 "프라이데이"를 자주 부른 페리는 또한 2011년 8월 노키아 극장 공연에서 리베카를 무대에 세워 함께 이 곡을 듀엣으로 부르기도 했다.
"프라이데이"는 또 미국의 텔레비전 드라마 <글리>의 두 번째 시즌 중 2011년 5월 10일 처음 방영된 "프롬 퀸(Prom Queen)" 에피소드에서도 선보였다. 왜 출연자들이 <글리>에서 이 노래를 불렀는지에 관해서 라이언 머피 감독은 "이 드라마는 팝 문화에 대한 찬사를 바치는 것"이라며, "좋든 싫든, 이 노래는 팝 문화"라고 설명했다.

### RB 레코드와 후속 앨범 (2011 ~ 현재)
아크 뮤직 팩토리와의 갈등 이후, 리베카는 독립 레코드 레이블인 RB 레코드(RB Records)로 새로운 활동을 시작하겠다는 계획을 밝혔다. 2011년 7월 18일, 자신만의 레이블인 RB 레코드로 자작곡 "마이 모멘트(My Moment)"를 뮤직 비디오와 함께 발표한 리베카는 이를 유튜브 채널에 게재했고, 이 동영상은 같은 해 8월 22일 기준으로 대략, 30만 건의 "좋아요(likes)"에 비해 52만 건의 "싫어요(dislikes)"를 얻었다. "마이 모멘트" 뮤직 비디오를 제작한 모건 롤리(Morgan Lawley) 감독은 비디오에 주로 리베카가 유명해지기 전과 후, 양쪽의 실제 생활 모습을 담았다.
2011년 핼러윈 즈음에 첫 공식 데뷔 앨범 발표를 계획하고 있는 리베카는 그 앨범이 "여러 가지 종류의 것들로 가득할" 것이라고 말했고, 음악 프로듀서 찰튼 페투스(Charlton Pettus)의 스튜디오에서 녹음이 이루어졌다. 영국 신문 더 선(The Sun)과의 인터뷰에서, 리베카는 이 앨범의 노래들이 "적절하고 건전할 것"이라고 말했다. 곧 발표될 리베카의 다음 싱글 곡의 제목은 "LOL"인 것으로 알려졌다.
2011년 8월 10일, 리베카는 미국 ABC 방송국의 프로그램 <프라임타임 나이트라인: 셀러브리티 시크릿츠(Primetime Nightline: Celebrity Secrets)> 특별 방송인 <미성년자와 인기: 어린이 스타들의 삶(Underage and Famous: Inside Child Stars' Lives)>에 모습을 보이기도 했다.
9월 16일 금요일, 리베카는 유튜브에 "프라이데이"를 재업로드했다.

## 디스코그래피

### 싱글
| 제목                                   | 연도 | 순위 기록 | 순위 기록 | 순위 기록 | 순위 기록 | 순위 기록 | 순위 기록 | 앨범 |
| 제목                                   | 연도 | US        | AUS       | CAN       | IRL       | NZ        | UK        | 앨범 |
| -------------------------------------- | ---- | --------- | --------- | --------- | --------- | --------- | --------- | ---- |
| "Friday"                               | 2011 | 58        | 40        | 61        | 46        | 33        | 60        | TBA  |
| "My Moment"                            | 2011 | —         | —         | —         | —         | —         | —         | TBA  |
| "Person of Interest"                   | 2011 | —         | —         | —         | —         | —         | —         | TBA  |
| "Sing It"                              | 2012 | —         | —         | —         | —         | —         | —         | TBA  |
| "—"는 차트에 진입하지 않았음을 나타냄. |      |           |           |           |           |           |           |      |

## 수상 및 후보 내역
2011년 4월, 디지털 공간 속 음악의 예술성, 창의성, 개성 및 기술성과 관련한 MTV의 연례 시상식 중 하나인 MTV 오 뮤직 어워즈(MTV O Music Awards)에서, 리베카와 함께 50 센트와 버트가 등장하는 작품 "위치 시트 캔 아이 테이크(Which Seat Can I Take)?"가 "최고 플래시 애니메이션(Favorite Animated GIF)"로 선정되었다. 또 리베카는 2011년 8월 열린 틴 초이스 어워드(Teen Choice Awards)에서 "초이스 웹 스타(Choice Web Star)"로 지목되었다.
| 연도 | 선정 작품                                                                       | 행사                                      | 수상                                          | 결과 |
| ---- | ------------------------------------------------------------------------------- | ----------------------------------------- | --------------------------------------------- | ---- |
| 2011 | "위치 시트 캔 아이 테이크(Which Seat Can I Take)?" (리베카 블랙, 50 센트, 버트) | MTV 오 뮤직 어워즈(O Music Awards)        | 최고 플래시 애니메이션(Favorite Animated GIF) | 후보 |
| 2011 | 자신                                                                            | 2011 틴 초이스 어워드(Teen Choice Awards) | 초이스 웹 스타(Choice Web Star)               | 수상 |